# Роум (Нью-Йорк)
Роум (англ. Rome) — місто (англ. city) в США, в окрузі Онейда штату Нью-Йорк. Населення — 32 127 осіб (2020).

## Географія
Роум розташований за координатами 43°13′38″ пн. ш. 75°29′30″ зх. д. / 43.22722° пн. ш. 75.49167° зх. д. (43.227233, -75.491712).  За даними Бюро перепису населення США в 2010 році місто мало площу 195,81 км², з яких 193,71 км² — суходіл та 2,10 км² — водойми.

## Демографія
Згідно з переписом 2010 року, у місті мешкало 33 725 осіб у 13 526 домогосподарствах у складі 7926 родин. Густота населення становила 172 особи/км².  Було 14893 помешкання (76/км²).
Расовий склад населення:
| - 87,4 % — білих - 7,1 % — чорних або афроамериканців - 1,1 % — азіатів - 0,3 % — корінних американців - 1,4 % — осіб інших рас |

До двох чи більше рас належало 2,7 %. Частка іспаномовних становила 5,3 % від усіх жителів.
За віковим діапазоном населення розподілялося таким чином: 20,9 % — особи молодші 18 років, 62,6 % — особи у віці 18—64 років, 16,5 % — особи у віці 65 років та старші. Медіана віку мешканця становила 40,2 року. На 100 осіб жіночої статі у місті припадало 105,6 чоловіків;  на 100 жінок у віці від 18 років та старших — 105,0 чоловіків також старших 18 років.
Середній дохід на одне домашнє господарство  становив 57 459 доларів США (медіана — 43 323), а середній дохід на одну сім'ю — 69 054 долари (медіана — 55 989). Медіана доходів становила 41 365 доларів для чоловіків та 34 260 доларів для жінок. За межею бідності перебувало 18,6 % осіб, у тому числі 28,4 % дітей у віці до 18 років та 9,8 % осіб у віці 65 років та старших.
Цивільне працевлаштоване населення становило 13 907 осіб. Основні галузі зайнятості: освіта, охорона здоров'я та соціальна допомога — 25,6 %, роздрібна торгівля — 14,4 %, виробництво — 10,2 %, мистецтво, розваги та відпочинок — 9,9 %.

## Персоналії
- Свідерський Володимир Ігнатович — хорунжий УСС, лікар, громадський діяч.